# Porca Miséria
Porca Miséria é uma curta-metragem de animação portuguesa de 2007, com realização, argumento e produção de Joaquim Pinto e Nuno Leonel. Contando com a participação de Filipe Figueiredo, o filme retrata a vida de um porco mealheiro de porcelana, que depois de pertencer a mãos abastadas, reencontra a felicidade inesperadamente junto de uma criança brasileira abandonada. A obra estreou comercialmente em Portugal a 29 de novembro de 2007.

## Sinopse
Um porquinho mealheiro de porcelana de origem na região de Sèvres (França) é moldado pelas mãos de um ancião e um jovem artista que lhe pinta no corpo flores primaveris. O porco serve famílias de ascendência nobre. Os anos 1950 trazem uma nova moda e os humanos tornam-se mais interessados por porquinhos espaciais com motivos geométricos.
Começa assim a trajetória descendente do porquinho mealheiro de porcelana. Depois do abandono, encontra sossego no Brasil, nas mãos de uma criança sem-abrigo, mas sua amiga.

## Produção
Porca Miséria é uma produção da empresa Filmebase e co-produção da Rádio e Televisão de Portugal, tendo contado com a participação financeira do Instituto do Cinema e Audiovisual. A curta-metragem foi gravada em formato 35mm, 1:1.85 e som Dolby Digital.

## Continuidade artística
Este filme surge dez anos depois da trilogia de foco brasileiro de Joaquim Pinto e Nuno Leonel (Surfavela, Moleque de rua ou Entrevista com Yvonne Bezerra de Mello e Com cuspe e com jeito se bota no cu do sujeito). Ao evocar o universo brasileiro destes filmes anteriores, Porca Miséria assume-se como uma variação sobre o universo infantil dos mesmos e transmite a ideia de que socialmente nada mudou no país. Em particular para Nuno Leonel, o filme representa um regresso ao seu formato de eleição, o cinema de animação, no qual se havia estreado como realizador a solo, em Santa Maria (1989) e Schizophrenia (1995).
Em entrevista, os realizadores assumiram uma continuidade entre a curta-metragem e Pathos Ethos Logos: "Porca Miséria centra-se numa criança abandonada. Claro que tudo o que vivemos em conjunto, os filmes que nos tocaram, as experiências por que passámos, as pessoas com fé com quem nos cruzámos (fé não necessariamente religiosa, pois quer simplesmente dizer - confiança numa ideia), atravessam também este filme".

## Distribuição
A curta-metragem estreou comercialmente em Portugal a 29 de novembro de 2007. A sua distribuição nas salas de cinema decorreu como complemento da longa-metragem O Último Condenado à Morte, de Francisco Manso. Em televisão, Porca Miséria foi exibido na RTP2, integrado no programa dedicado à produção nacional e internacional de curtas-metragens, Onda Curta.
Após a sua distribuição original, a obra voltaria a ser exibida em eventos de retrospetiva do realizador Joaquim Pinto. Em setembro de 2014, a Cinemateca Portuguesa realizou um ciclo que se inaugurou no dia 3, com a exibição das curtas-metragens do realizador ambientadas no Brasil. Dois anos depois, Porca Miséria tornaria a ser exibida a 30 de abril, no evento Encontros Cinematográficos 2016, organizado pelo Município do Fundão e a Associação LUZLINAR, com a colaboração da Universidade da Beira Interior e da Cinemateca Portuguesa.